# Tore Keller
Tore Bertil Gottfrid Keller (Norrköping, Reinos Unidos de Suecia y Noruega, 4 de enero de 1905-ibídem, 15 de julio de 1988), más conocido como Tore Keller, fue un futbolista sueco que jugaba como delantero.

## Selección nacional
Fue internacional con la selección sueca en 25 ocasiones y convirtió 8 goles. Ganó una medalla de bronce en los Juegos Olímpicos de 1924 y obtuvo el cuarto lugar con Suecia en la Copa del Mundo de 1938.

### Participaciones en Copas del Mundo
| Mundial                        | Sede    | Resultado        | Partidos | Goles |
| ------------------------------ | ------- | ---------------- | -------- | ----- |
| Copa Mundial de Fútbol de 1934 | Italia  | Cuartos de final | 2        | 0     |
| Copa Mundial de Fútbol de 1938 | Francia | Cuarto lugar     | 2        | 3     |

### Participaciones en Juegos Olímpicos
| Olimpiada                      | Sede    | Resultado    | Partidos | Goles |
| ------------------------------ | ------- | ------------ | -------- | ----- |
| Juegos Olímpicos de París 1924 | Francia | Tercer lugar | 2        | 1     |

## Clubes
| Club        | País   | Año       |
| ----------- | ------ | --------- |
| IK Sleipner | Suecia | 1924-1940 |

## Palmarés

### Campeonatos nacionales
| Título      | Club        | País   | Año  |
| ----------- | ----------- | ------ | ---- |
| Allsvenskan | IK Sleipner | Suecia | 1938 |